# Hypercompe jaguarina
Hypercompe jaguarina là một loài bướm đêm thuộc phân họ Arctiinae, họ Erebidae.